# Gauge (actrice pornographique)
Pour les articles homonymes, voir Gauge.
Elizabeth R. Deans[réf. nécessaire], dite Gauge (prononcer ), née le 24 juillet 1980 à Hot Springs, Arkansas, est une actrice pornographique et stripteaseuse américaine,.

## Biographie
Gauge est née le 24 juillet 1980 à Hot Springs dans l'Arkansas, États-Unis.
Elle rapporte qu'elle était presque mourante après avoir absorbé une forte quantité d'alcool en avril 2005 alors qu'elle travaillait dans un club de striptease en Arkansas. Elle dit que son alcoolémie était à 0,4 % (environ 4 g/l ).
Gauge se marie le 14 mai 2006 à un certain Jason[Qui ?] dont elle divorce en décembre 2008,.
Elle habite une propriété de 10 ha en Arkansas depuis juillet 2008 et suit des cours à l'université.

## Carrière
Gauge débute dans l'industrie du film pornographique en 2000 à l'âge de 19 ans sous la direction d’Ed Powers dans More Dirty Debutantes #129.
Elle apparaît notamment dans des films relevant du genre gonzo, où elle est réputée pour ses positions sexuelles acrobatiques.
Le 16 février 2001, elle est élue meilleure actrice pornographique de l'année ainsi que meilleure actrice sur la sodomie et les positions sexuelles.
Après avoir tourné quelque 140 films, elle a arrêté ses activités en 2007 en raison d'un conflit au sujet de son contrat.
Reconvertie en surgical technologist (spécialiste de questions d'hygiène et d'aseptisation dans les blocs chirurgicaux américains), plusieurs de ses candidatures sont rejetées du fait de son passé dans l'industrie pornographique.
En août 2013, via son compte Twitter, elle annonce son retour devant les caméras avec un film pornographique de la société Brazzers qui paraît au mois de septembre de la même année.

## Filmographie partielle
- More Dirty Debutantes #129, 2000
- More Dirty Debutantes #137, 2001
- Young And Anal #19, 2000
- Naughty Teenage Lesbians, 2000
- Weapons of Ass Destruction 2, 2003
- Buttfaced 7, 2003
- Gauge VS Aurora Snow, 2005 (compilation + inédits)

## Récompenses et nominations
| Année | Cérémonial                        | Résultat   | Récompense                                                             | Film          |
| ----- | --------------------------------- | ---------- | ---------------------------------------------------------------------- | ------------- |
| 2001  | XRCO Award                        | Nomination | Teen Dream (Septembre 2014)                                            | NC            |
| 2002  | XRCO Award                        | Nomination | Orgasmic Oralist                                                       | NC            |
| 2002  | XRCO Award                        | Nomination | Cream Dream                                                            | NC            |
| 2003  | KSEXradio Listener’s Choice Award | Lauréat    | Favorite Hummers on Film by a KSEX Host                                | NC            |
| 2003  | XRCO Award                        | Nomination | Cream Dream                                                            | NC            |
| 2003  | XRCO Award                        | Lauréat    | Best Threeway Sex Scene (prix partagé avec Aurora Snow & Jules Jordan) | Trained Teens |
| 2005  | KSEXradio Listener’s Choice Award | Lauréat    | Favorite Porn Star (Not a KSEXradio Host)                              | NC            |